# غاما نعيم
غاما نُعَيْم (بالإنجليزية: Gacrux، أو Gamma Crucis وفقًا لتسمية باير) أو γ (بالإنجليزية: γ Crucis، اختصارًا Gamma Cru أو γ Cru) هو ثالث ألمع نجم في كوكبة نُعَيْم بالنصف الجنوبي للكرة السماوية، أي صليب الجنوب. مع قدر ظاهري يبلغ +1.63، فهو النجم رقم 26 في ترتيب ألمع النجوم في سماء الليل. يؤدي الخط من "المشيرين"، رجل قنطورس عبر الوزن في كوكبة قنطورس، إلى زاوية ذات درجة واحدة شمال هذا النجم. باستخدام قياسات اختلاف المنظر التي أُجريَت خلال مهمة هيباركوس، يقع على مسافة 88.6 سنة ضوئية (27.2 فرسخ نجمي) من الشمس. وهو أقرب نجم عملاق أحمر من النوع M إلى الشمس.

## روابط خارجية
- "Gacrux/Gamma Crucis 2". SolStation. مؤرشف من الأصل في 2012-12-05. اطلع عليه بتاريخ 2008-09-10.